# Onychocerus
Onychocerus is een kevergeslacht uit de familie van de boktorren (Cerambycidae). De wetenschappelijke naam van het geslacht werd voor het eerst geldig gepubliceerd in 1830 door Lacordaire.

## Soorten
Onychocerus omvat de volgende soorten:
- Onychocerus aculeicornis (Kirby, 1818)
- Onychocerus albitarsis Pascoe, 1859
- Onychocerus ampliatus Bates, 1875
- Onychocerus concentricus Bates, 1862
- Onychocerus crassus (Voet, 1778)
- Onychocerus giesberti Júlio & Monné, 2001
- Onychocerus hovorei Júlio & Monné, 2001
- Onychocerus versutus (Lane, 1966)